# Reinkarnacija
Reinkarnacija (latinsko recarnis, re: ponovno, carnis: meso) je ponovno utelešenje duše umrlega v drugem bitju, v katerega verjamejo pri določenih religijah. Reinkarnacija je eden osrednjih konceptov v večini glavnih indijskih religijah, npr. Hinduizmu, Džainizmu in Sikhizmu ter več manjših družbah po vsem svetu, soroden pa je tudi koncept ponovnega rojstva, kot ga pozna budizem.
Indijci so verjeli, da ljudje niso smeli jesti v isti sobi ali piti iz istega vrča v prisotnosti člana kakšne druge kaste. V hindujskih reinkarnacijski teoriji pa bi lahko tiste, ki so nadzorno sledili tem omejitvami, za svoje vedenje nadgradila povišanje v višjo kasto v naslednjem življenju. Ideja o ponovnem rojstvu je v takšni ali drugačni obliki prisotna v skoraj vseh indijskih religijah. Reinkarnacija pomeni, da ob smrti duša vedno preide v drugo telo, dokler se ne reši iz neprekinjenega kroga ponovnega rojevanja. Bitja se tako dolgo ponovno rojevajo v svetu dobrega in zla (samsara), dokler se ne osvobodijo korenin zla. Ponovno rojstvo določa vsa pretekla dejanja, besede in misli. 